# Моцкин, Лео
Лео Моцкин (нем. Leo Motzkin; 1867, Бровары, Киевская губерния, Российская Империя — 1933, Париж) — еврейский общественный и политический деятель. Журналист, автор книги «Еврейские погромы в России», оратор, пропагандист языка иврит, защитник интересов мирового еврейства.
Именем Лео Моцкина назван город Кирьят-Моцкин в Израиле.

## Биография
Моцкин получил традиционное еврейское образование, после чего изучал в Берлине философию и математику. Там же участвовал вместе с В. Якобсоном, Ш. Левиным и Н. Сыркиным в создании русско-еврейского научного общества (1887), объединявшего еврейских студентов из России и Галиции, поддерживавших движение Ховевей Цион. Общество боролось с большинством еврейских студентов из России, придерживавшихся идей социализма и космополитизма. Сотрудничал в журнале Н. Бирнбаума «Зельбстэмансипацион».
После появления на политической арене Герцля Моцкин присоединяется к воссозданному на первом сионистском конгрессе (1897) сионистскому движению, где он возглавил группу делегатов, требовавших чёткой формулировке решения создать еврейское государство в Базельской программе. Перед вторым сионистским конгрессом Теодор Герцль отправил Моцкина в Палестину для составления отчёта о еврейских поселениях. В отчёте Моцкин раскритиковал методы заселения Эрец-Исраэль, применявшиеся бароном Ротшильдом и движением Ховевей Цион, и призывал достичь политического соглашения с Турцией.
Несмотря на близость к Герцлю, вступил в Демократическую фракцию, представляемую им на пятом сионистском конгрессе (1901) и на Минской конференции (1902). В дискуссии по поводу плана Уганды Моцкин был нейтрален.
В 1905 Моцкин инкогнито редактирует в Берлине «Руссише корреспонденц» — революционное издание, снабжавшее европейские газеты информацией о событиях в России; очень большое внимание уделялось освещению антисемитских эксцессов и положению евреев. Приблизительно в то же время Моцкин пишет книгу «Еврейские погромы в России», которая вышла в двух томах на немецком языке в 1909—1910 годах и представляла собой детальное исследование антисемитских выступлений в России с начала XIX века и до кульминации в годы революции. Много внимания уделялось еврейской самообороне. Во время дела Бейлиса (1911—1913) Моцкин вёл широкую работу по информированию русского и европейского общества о ходе судебного дела и стимулировал выступления общественных деятелей против кровавого навета. Одновременно Моцкин ведёт пропаганду иврита.
В годы Первой мировой войны Моцкин возглавляет копенгагенское отделение Сионистской организации. В конце 1915 года отправляется в США для организации помощи евреям Восточной Европы, пострадавшим в ходе военных действий, а также начать борьбу за предоставление равноправия российским евреям. В конце войны Моцкин сыграл ведущую роль в создании Комитета еврейских делегаций на Парижской мирной конференции. Комитет, объединявший различные еврейские организации, впоследствии стал защитником интересов мирового еврейства, борясь за равноправие еврейского населения в странах диаспоры и борясь против антисемитизма. Моцкин возглавлял комитет и принимал активное участие в международных конгрессах по национальным меньшинствам. В 1925—1933 годах возглавлял Исполнительный комитет Сионистской организации и избирался председателем ряда сионистских конгрессов.
С приходом к власти нацистов одним из первых начал борьбу против нацизма и поставил на рассмотрение Лиги Наций вопрос о дискриминации немецких евреев. Когда под давлением представителей немецких этнических меньшинств в различных странах Конгресс по национальным меньшинствам снял с повестки дня этот вопрос, Моцкин вышел из организации.
Умер в разгар активной деятельности по оказанию политической и финансовой помощи немецкому еврейству.

## Дети
- Теодор Моцкин (1908—1970), математик, преподаватель в Еврейском университете в Иерусалиме (1936—1948), профессор Калифорнийского университета в Лос-Анджелесе (1950—1970).